# La Prêtresse de Carthage
La Prêtresse de Carthage è un cortometraggio muto del 1911 diretto da Louis Feuillade.

## Produzione
Il film fu prodotto dalla Société des Etablissements L. Gaumont

## Distribuzione
Distribuito dalla Société des Etablissements L. Gaumont, uscì nelle sale cinematografiche francesi nel 1911. Negli Stati Uniti venne distribuito il 29 aprile 1911 con il titolo A Priestess of Carthage dalla Kleine Optical Company..